# Allium rubellum
Allium rubellum är en amaryllisväxtart som beskrevs av Friedrich August Marschall von Bieberstein. Allium rubellum ingår i släktet lökar, och familjen amaryllisväxter. Inga underarter finns listade i Catalogue of Life.